# Xanthoparmelia austroalpina
Xanthoparmelia austroalpina är en lavart som beskrevs av Elix. Xanthoparmelia austroalpina ingår i släktet Xanthoparmelia och familjen Parmeliaceae.   Inga underarter finns listade i Catalogue of Life.